# Bacia de retroarco

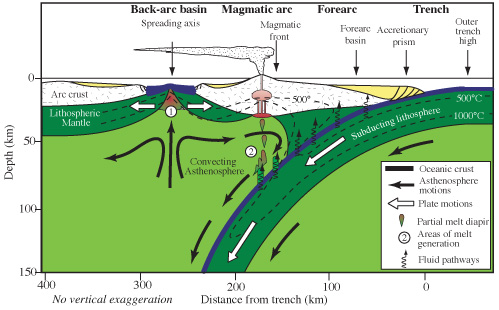
Secção transversal mostrando zona de subducção e bacia de retroarco

As bacias de retroarco (do inglês, back-arc basins) são bacias sedimentares submarinas associadas a arcos insulares e zonas de subducção. Encontram-se geralmente em fronteiras de placas convergentes, com maior abundância no Pacífico Ocidental. A maioria delas resulta de tensões resultantes da reversão da fossa oceânica (que se afunda continuamente no fundo do mar) e do colapso das bordas dos continentes. A crosta do arco encontra-se continuamente sob extensão ou fenda resultante do afundamento da laje subdutora.
Inicialmente, as bacias de retroarco surpreenderam os teóricos da Tectónica de placas, que esperavam que os limites convergentes fossem zonas de compressão; em vez de grande extensão. No entanto, atualmente reconhecem unanimemente este modelo ao explicarem como o interior da Terra perde calor. 